# ژنرال هاکس
ژنرال آرمیتاژ هاکس (به انگلیسی: General Hux) یک شخصیت خیالی در مجموعه جنگ ستارگان است. این شخصیت برای اولین بار در جنگ ستارگان: نیرو برمی‌خیزد معرفی شد و دانل گلیسِن ایفاگر نقش او بود. او یک فرمانده نظامی ناراضی است که با کایلو رن بر سر قدرت در محفل یکم درگیر است و فقط شخص پیشوای عالی اسنوک از او مقام بالاتری دارد. این شخصیت پس از نیرو برمی‌خیزد (۲۰۱۵) در آخرین جدای (۲۰۱۷) و خیزش اسکای‌واکر (۲۰۱۹) نیز حضور داشته است. بازی گلیسن به طور کلی با استقبال مثبت منتقدان و طرفداران مواجه شد، در حالی که واکنش ها به این شخصیت و نقش های در حال تغییر او در طول سه گانه متفاوت تر بود.

## شخصیت
هاکس و پدرش از آکادمی نجات می یابند که نزدیک به پایان جنگ داخلی کهکشانی به جمهوری جدید سقوط می کند. هنگامی که جنگ با نبرد جاکو و امضای کنکوردانس کهکشانی به پایان می رسد، هاکس جوان و پدرش بخشی از نیروهای نیروی دریایی امپراتوری هستند که به مناطق ناشناخته عقب نشینی می کنند. این نیروها بعداً به عنوان نظم اول ظاهر  می شوند. جمهوری بر این باور است که محفل یکم فقط یک گروه بی‌اهمیت از نیروهای امپریالیستی است، اما روش‌های آموزشی هاکس ارتش قدرتمندی را ایجاد می‌کند که به طور موثر جمهوری را سرنگون می‌کند و کهکشان را به دیکتاتوری تبدیل می‌کند حتی بی‌رحمانه‌تر از امپراتوری کهکشانی سه‌گانه اصلی جنگ ستارگان. او به‌عنوان دست راست اسنوک (اندی سرکیس)، رهبر اعظم دسته اول، پس از کایلو رن (آدام درایور)، که رقابت شدیدی با او دارد، رتبه دوم را در اختیار دارد. او وقف نابودی مقاومت است، ارتشی که از اتحاد شورشیان بیرون آمده و توسط ژنرال لیا ارگانا (کری فیشر) رهبری می شود. هاکس معتقد است که یک تهدید برای ثبات کهکشانی است و سرنوشت او این است که بر کهکشان حکومت کند.

## حضور در فیلم

#### فیلم "نیرو بیدار می شود (2015)"
هاکس برای اولین بار در The Force Awakens به عنوان یک ژنرال عالی رتبه در First Order ظاهر می شود. هاکس بخشی از یک ماموریت به جاکو برای بازیابی نقشه لوک اسکای واکر (مارک همیل)، آخرین Jedi (جدای)  است. پس از نبرد، او از کاپیتان فاسما از فرار یک طوفان‌باز سابق، فین (جان بویگا) مطلع می‌شود. برای از بین بردن مقاومت، اسنوک به هاکس دستور می دهد تا از ابر سلاح استارکیلر بیس علیه پایتخت جمهوری نیو ریپابلیک یعنی هوسنیان پرایم استفاده کند. هاکس قبل از اینکه پایگاه استارکیلر بر روی هوسنیان پرایم تحت فرماندهی او شلیک کند و میلیاردها نفر را در ویرانی بکشد، در مقابل ارتش مرتبه اول درباره پایان جمهوری سخنرانی می کند.
هاکس به اسنوک گزارش می دهد که کایلو رن جستجو برای دروید BB-8 را که نقشه فوق الذکر دارد متوقف کرده است، بنابراین اسنوک به او دستور می دهد تا سلاح استارکیلر را به سمت پایگاه مقاومت در D'Qar بچرخاند. با این حال، قبل از اینکه هاکس بتواند سیاره را نابود کند، یک اسکادران تهاجمی به رهبری فرمانده مقاومت پو دامرون (اسکار آیزاک)، با پشتیبانی زمینی هان سولو (هریسون فورد)، فین و لاشخور جاکو ری (دیزی ریدلی)، پایگاه استارکیلر را نابود می کند. اسنوک به هاکس دستور می دهد که از سیاره فرار کند و کایلو رن را نزد خود بیاورد.

#### آخرین جدای (2017)
هاکس در The Last Jedi به عنوان ژنرال اصلی که مستقیماً به رهبر اسنوک گزارش می دهد ظاهر می شود. او سعی می‌کند به پیامی از دامرون پاسخ دهد، که او را با درخواست یک "آغوش" عمومی و توصیف چهره او به عنوان "خمیری" به تمسخر می‌گیرد. سپس هاکس نبرد بعدی را رهبری می کند که در طی آن هر دو طرف متحمل ضررهای سنگین می شوند. اسنوک هاکس را به خاطر شکستش در شکست دادن مقاومت سرزنش می کند، اما او در مورد برنامه ای برای ردیابی مقاومت به او می گوید. هاکس متعاقباً بر بمباران سه کشتی باقی مانده مقاومت و سپس بر روی قایق های نجات نظارت می کند و به همراه فاسما به ترتیب دادن اعدام فین و رز تیکو کمک می کند. بعداً، او اسنوک را مرده و رن بیهوش را در اتاق تاج و تخت مگا کلاس Star Dreadnought Supremacy می‌بیند، بنابراین او تلاش می‌کند رقیب خود را بکشد اما وقتی رن از خواب بیدار می‌شود متوقف می‌شود. او در ابتدا به ادعای رن برای رهبری جدید اعتراض می کند، اما به سرعت متقاعد می شود که در غیر این صورت وقتی رن از نیرو برای خفه کردن او استفاده می کند و اعلام می کند "زنده باد رهبر". در پایان فیلم، او رن را تا سیاره کریت همراهی می‌کند تا بتوانند مقاومت را به پایان برسانند. هنگامی که رن به افرادش دستور می دهد تا به سمت لوک شلیک کنند، هاکس دستور می دهد تا بلافاصله پس از آن آتش را متوقف کنند. بعد از اینکه رن می‌خواهد خودش لوک را بکشد، هاکس به او توصیه می‌کند که روی اعضای مقاومت در حال فرار تمرکز کند. رن با استفاده از نیرو برای کوبیدن او به دیوار، او را ساکت می کند. هنگامی که رن و نیروهایش به پایگاه مقاومت حمله می‌کنند و آن را خالی می‌بینند، هاکس دوباره دیده می‌شود و از پشت به رن خیره‌کننده‌ای شوم می‌پردازد.

#### ظهور اسکای واکر (2019)
در زمان جنگ ستارگان: ظهور اسکای واکر، هاکس به دلیل عدم احترامی که دریافت می‌کند و رقابتش با ژنرال متفقین پراید (ریچارد ای. گرانت)، که مدام در حالی که برای شغلش رقابت می‌کند، هاکس را تضعیف می‌کند، تلخ و حسود شده است. هاکس از شنیدن اینکه امپراطور پالپاتین از مردگان بازگشته است و اینکه او پشت خلق اسنوک بوده است، ناراحت‌تر می‌شود، زیرا سیث لرد ناوگان سیث ابدی از ناوشکن‌های ستاره کلاس Xyston، یعنی Final Order، را ترتیب داده است. سیارات را برای مرتبه اول محو کنید. بعداً مشخص شد که هاکس یک جاسوس بوده است که اطلاعاتی را به مقاومت ارائه می‌کرد تا رن را به امید اینکه بتواند جای او را به عنوان رهبر عالی بگیرد (یا حداقل در صورت لزوم ببیند که رن همراه با اولین دستور سقوط می‌کند) تضعیف می‌کرد.[5] او به فین، پو و چوباکا کمک می‌کند تا از ویرانگر استوار کلاس Resurgent رن فرار کنند و از فین می‌خواهد به پای او شلیک کند تا بتواند تلاشی برای متوقف کردن آنها وانمود کند. با این حال، پس از اینکه پراید متوجه خیانت هاکس از طریق داستان جلد خود می شود، با یک بلستر به سینه او شلیک می شود. تصمیم هاکس برای اجازه دادن به شورشیان برای فرار یک کاتالیزور اصلی برای پیروزی مقاومت در نبرد Exegol است.
یک صحنه حذف شده از فیلم، هاکس و پراید را در سکانس آغازین اکشن با کایلو رن در مصطفار نشان می دهد.[6]

#### ویژه تعطیلات جنگ ستارگان لگو (2020)
هاکس برای مدت کوتاهی در بخش‌هایی از مجموعه ویژه تعطیلات جنگ ستارگان لگو بین رویدادهای The Last Jedi و The Rise of Skywalker ظاهر می‌شود. هاکس پس از ورود به کایلو رن بدون پیراهن با گزارش هایی در مورد وضعیت درجه اول، از وضعیت بدون پیراهن رن آشفته می ماند و سعی می کند گزارش خود را بدون اینکه حواس او پرت شود ارائه دهد. پس از اینکه رن به زور از گذشته توسط ری به زمان حال بازگردانده می شود، هاکس وارد اتاق رن می شود تا گزارش دیگری ارائه دهد زیرا او با شمشیر نوری خود با ناامیدی آن را از بین می برد، بلافاصله پس از مشاهده حالت خشم آلود رن، بلافاصله از اتاق خارج می شود.

#### رسانه های دیگر
هاکس از طریق هولوگرام در فینال فصل اول سریال انیمیشن Star Wars: Resistance ظاهر می شود. این اپیزود همزمان با The Force Awakens اتفاق می‌افتد و نیروهای نظم اول را در حال تماشای انتقال سخنرانی هاکس و شلیک متعاقب آن پایگاه استارکیلر به تصویر می‌کشد. او شخصاً در قسمت یازدهم «ایستگاه به ایستگاه» ظاهر می شود.